# Naha
Naha (那覇市?, Naha-shi) è una città del Giappone meridionale, capoluogo e maggiore centro abitato dell'isola di Okinawa, nonché della prefettura di Okinawa, nelle isole Ryūkyū. Fondata agli inizi del XV secolo, ha acquisito lo status di città del Giappone nel 1921. Nella zona orientale sorge il castello di Shuri, risalente anch'esso al XV secolo, già residenza reale, sede governativa e religiosa del Regno delle Ryūkyū. Nel dicembre 2012, la popolazione residente era di 319 303 abitanti.
Intorno al 1400 Naha era solo un piccolo porto delle isole Okinawa e non era la capitale dell'isola, che era Shuri, oggi divenuto un sobborgo di Naha.

## Arti marziali
- A Naha nacque il Naha-te.
- Nell'attuale sobborgo di Shuri nacque l'arte del Shuri-te.
- Nell'attuale sobborgo di Tomari nacque l'arte del Tomari-te.

Tutte e tre queste arti marziali gettarono le basi per la nascita del karate.

## Punti di interesse
La via principale di Naha è Kokusai Dori (raggiungibile scendendo alla stazione di Makishi della monorotaia), lunga circa 2 km, che assieme al mercato coperto e pedonale percorso da 2 principali arterie, Heiwa Dori e Ichiba Hon, costituisce la zona turistica della città. Alla fine di Heiwa Dori inizia il quartiere di Tsuboya dove si trovano vari laboratori di produzione e vendita di ceramiche. Lungo la via Ichiba Hon è situato il mercato Makishi, al piano terra (indicato come primo piano in Giappone) ci sono principalmente banchi di carne e pesce, al primo piano (indicato come secondo piano in Giappone) ci sono dei ristoranti.
Il Naha City Turist Information Center si trova su Okiei street, vicino all'incrocio con Kukusai Dori. In via Naminouse, circa 20 minuti a piedi da Kokusai Dori in direzione nord, è situato l'omonimo tempio shintoista e il tempio confuciano di Koshibyo. Altro punto di interesse è il Castello di Shuri, situato nel sobborgo di Shuri. Nella città è sito il museo prefetturale di Okinawa.

## Infrastrutture e trasporti
La città è servita dall'Aeroporto di Naha, collegato al centro della città dalla monorotaia di Naha, unico mezzo di trasporto in sede propria sulla prefettura. La monorotaia continua poi fino ad arrivare al castello di Shuri, principale monumento della città. In passato esistevano anche delle ferrovie sull'isola. Dal porto di Tomari partono traghetti e aliscafi che collegano Okinawa con le vicine isole Kerama, Kumejima e Tonakijima. Le navi dirette ai porti della terraferma giapponese partono dai porti di Aja e di Naha Tondocho.